# André Luiz Miranda
André Luiz Miranda (Niterói, 7 de outubro de 1987) é um ator brasileiro. Ficou muito conhecido por interpretar o ladrão e ex-menino de rua Lincoln em Chamas da Vida e o músico Batuca em Floribella.

## Filmografia

### Cinema
| Ano  | Título                    | Personagem                     | Nota           |
| ---- | ------------------------- | ------------------------------ | -------------- |
| 2000 | O Sonho                   | Menino de Rua                  | Curta-metragem |
| 2001 | Parafuso                  | Zico                           | Curta-metragem |
| 2002 | Carolina, Maçãs Crocantes | Julio                          | Curta-metragem |
| 2010 | Nosso Lar                 | Júnior Ministro da Comunicação |                |
| 2012 | Jambeiro do Diabo         | João Batista Menino            | Curta-metragem |
| 2022 | O Amor Dá Voltas          | Atendente do Pet Shop          |                |

### Televisão
| Ano  | Título                      | Personagem                      | Notas                        |
| ---- | --------------------------- | ------------------------------- | ---------------------------- |
| 1999 | Terra Nostra                | Júlio Francisco Santana (Tiziu) |                              |
| 2000 | Aquarela do Brasil          | Pitu                            |                              |
| 2001 | Brava Gente                 | Gabriel                         | Episódio: "O Lobisomem"      |
| 2001 | Bambuluá                    | Cláudio Fortunato (Cacau)       | Temporada 2                  |
| 2003 | A Casa das Sete Mulheres    | Netinho                         |                              |
| 2004 | Sítio do Picapau Amarelo    | Caipora                         | Episódio: "A Estrada"        |
| 2004 | Carga Pesada                | Caco                            | Episódio: "Homem Não Chora"  |
| 2005 | Floribella                  | Daniel Ramos Garcia (Batuca)    |                              |
| 2008 | Chamas da Vida              | Lincoln Ribeiro                 |                              |
| 2009 | Cama de Gato                | Juvenal                         |                              |
| 2012 | Avenida Brasil              | Valentim                        |                              |
| 2013 | Pecado Mortal               | Djalma                          |                              |
| 2017 | O Rico e Lázaro             | Ebede-Meleque                   |                              |
| 2018 | Malhação: Vidas Brasileiras | Vinícius                        | Temporada 26                 |
| 2019 | Filhos da Pátria            | Paulo Pardal                    | Episódio: "Pavão Misterioso" |
| 2021 | Gênesis                     | Gyasi                           | Fase: Jornada de Abraão      |
| 2024 | Arcanjo Renegado            | Inspetor Cristiano              |                              |
| 2025 | Paulo, O Apóstolo           | Silas                           |                              |
| 2026 | Dona Beja                   | João Carneiro de Mendonça       |                              |

## Teatro
| Ano  | Título                       | Personagem |
| ---- | ---------------------------- | ---------- |
| 2017 | O Jornal – The Rolling Stone | Joe        |